# Indice di avvolgimento
L'indice di avvolgimento di una curva piana, chiusa e parametrizzata, rispetto ad un punto {\displaystyle p} esterno ad essa è un numero intero che rappresenta intuitivamente il numero di avvolgimenti che compie la curva attorno a {\displaystyle p} (immaginando la curva come un filo e il punto come un chiodo).

## Introduzione informale

Un oggetto che si muove lungo la curva rossa fa due giri antiorari intorno alla persona mostrata in figura.

L'indice di avvolgimento di una curva piana intorno ad un punto si ottiene contando il numero di volte in cui questa curva gira in senso antiorario intorno al punto. Nel caso in cui la curva segua un percorso orario invece che antiorario, tale numero è negativo. Per percorsi semplici come quelli mostrati qui sotto, determinare il numero di avvolgimento è relativamente semplice.
| {\displaystyle \cdots } |    |    |   |                         |
|                         | −2 | −1 | 0 |                         |
|                         |    |    |   | {\displaystyle \cdots } |
|                         | 1  | 2  | 3 |                         |

Nel caso in cui una curva sia più complicata, definire e determinare il numero di avvolgimento è però meno banale: la curva può infatti cambiare direzione e verso più volte durante il percorso, come mostrato ad esempio nella figura a destra.

## Definizione matematica
L'indice di avvolgimento di una curva {\displaystyle \gamma } sul piano rispetto al punto {\displaystyle p} è un numero intero che indica il numero di multipli di un angolo giro che vengono spazzati dal vettore che congiunge {\displaystyle p} con un punto {\displaystyle x} della curva quando {\displaystyle x} compie un giro in senso antiorario lungo la curva (una sola volta) nel verso della sua orientazione fino a tornare nella posizione di partenza. Tale numero sarà per una curva chiusa un numero intero, eventualmente negativo e può essere indicato con la notazione {\displaystyle \nu (\gamma ,p).}
Una definizione rigorosa può essere data nel seguente modo: data una curva {\displaystyle \gamma } sul piano ed un punto {\displaystyle p} non appartenente alla curva, si consideri una funzione {\displaystyle \gamma (t)} che parametrizza la curva {\displaystyle \gamma } al variare di {\displaystyle t} sulla circonferenza, allora la rotazione della curva attorno al punto {\displaystyle p} è descritta dalla funzione da {\displaystyle S^{1}} in sé definita da
{\displaystyle f\colon t\mapsto {\frac {\gamma (t)-p}{\left\|\gamma (t)-p\right\|}}}
e l'indice di avvolgimento della curva si definisce come il numero {\displaystyle k} tale che {\displaystyle f} è omotopa alla funzione definita in coordinate angolari da
{\displaystyle \theta \mapsto k\theta .}
Mediante gli strumenti e le notazioni dell'analisi complessa si può dimostrare che
{\displaystyle \nu (\gamma ,p)={\frac {1}{2\pi i}}\int _{\gamma }{\frac {dz}{z-p}}.}
Questa formula stabilisce un collegamento tra l'indice di avvolgimento e il teorema dei residui.

## Corollari

### ν(γ,p) è un numero intero
Sia {\displaystyle \gamma \colon [a,b]\to \mathbb {C} } una curva chiusa e sia {\displaystyle \Omega =\mathbb {C} \setminus {\text{supp}}(\gamma )}. Sia {\displaystyle \nu (\gamma ,p)} l'indice di {\displaystyle p\in \Omega } rispetto a {\displaystyle \gamma }. Allora {\displaystyle \nu (\gamma ,p)} è un numero intero.

#### Dimostrazione
Innanzitutto, vale
{\displaystyle \nu (\gamma ,p):={\frac {1}{2\pi i}}\int _{a}^{b}{\frac {\gamma '(t)}{\gamma (t)-p}}\mathop {\mathrm {d} t} .}
Consideriamo la seguente funzione integrale
{\displaystyle f(x):=\int _{a}^{x}{\frac {\gamma '(t)}{\gamma (t)-p}}\mathop {\mathrm {d} t} ,}
e poniamo {\displaystyle g(x):=e^{f(x)}.} Dimostriamo, ora, che {\displaystyle g(b)=1}. Osserviamo che
{\displaystyle g'=e^{f}{\frac {\gamma '}{\gamma -p}}=g{\frac {\gamma '}{\gamma -p}},}
o equivalentemente:
{\displaystyle {\frac {g}{\gamma -p}}={\frac {g'}{\gamma '}}.}
Utilizzando quest'ultima espressione, si ottiene:
{\displaystyle {\bigg (}{\frac {g}{\gamma -p}}{\bigg )}'={\frac {g'(\gamma -p)-g\gamma }{(\gamma -p)^{2}}}={\frac {g'}{\gamma -p}}-{\frac {g}{\gamma -p}}{\frac {\gamma '}{\gamma -p}}=0.}
In altre parole, {\displaystyle {\frac {g}{\gamma -p}}} è una funzione costante. Di conseguenza
{\displaystyle {\frac {g(x)}{\gamma (x)-p}}={\frac {g(a)}{\gamma (a)-p)}}={\frac {1}{\gamma (a)-p}},}
ossia
{\displaystyle g(x)={\frac {\gamma (x)-p}{\gamma (a)-p}}.}
Dal fatto che {\displaystyle \gamma } è una curva chiusa. cioè {\displaystyle \gamma (a)=\gamma (b)}, vale {\displaystyle g(b)=1}. Dalla definizione di {\displaystyle g}, si ha {\textstyle 1=g(b)=e^{f(b)}=e^{2\pi i\nu (\gamma ,p)}} se e solo se {\displaystyle \nu (\gamma ,p)} è un numero intero.

### La funzione ν(γ,p) è continua su Ω e costante sulle componenti connesse di Ω
Sia {\displaystyle \gamma } una curva chiusa e sia {\displaystyle \Omega =\mathbb {C} \setminus {\text{supp}}(\gamma )}. La funzione {\displaystyle \nu (\gamma ,p)} è continua su {\displaystyle \Omega }, ed inoltre è costante sulle componenti connesse di {\displaystyle \Omega }.

## Proprietà
L'indice di avvolgimento è un invariante topologico: se un intorno contenente la curva {\displaystyle \gamma } e il punto esterno {\displaystyle p} viene mandato in un altro insieme aperto mediante un omeomorfismo {\displaystyle f,} allora l'immagine della curva {\displaystyle f(\gamma )} è ancora una curva che ha rispetto al punto {\displaystyle f(p)} lo stesso indice di avvolgimento che ha {\displaystyle \gamma } rispetto a {\displaystyle p}.
L'indice di avvolgimento è anche un invariante omotopico: se la curva viene deformata con continuità nel piano privato del punto {\displaystyle p} (ossia senza mai toccare il punto durante la deformazione) l'indice rimane lo stesso. L'indice rimane invariato anche se il punto viene spostato con continuità senza attraversare mai la curva. L'indice può cambiare se durante la deformazione la curva e il punto si incontrano.